# W poczekalni
W poczekalni to trzeci studyjny album zespołu Radio Bagdad  wydany w 2014 roku.

## Lista utworów[1]
1. Złodzieje słów
2. Oddaj orła
3. Takich dwoje
4. Poławiacz prawd
5. Dance macabre
6. Nie mam wątpliwości
7. Gwiazda TV
8. Niech...
9. Ile jeszcze (w poczekalni)?
10. Czarna Madonno
11. Przeświadczenie

## Teledyski
1. Takich dwoje
2. Nie mam wątpliwości
3. Oddaj orła
4. Dance macabre

## Skład
- Sielak – głos, gitara, teksty
- Dzik – bas, głos
- Przemo – perkusja i głos okazjonalny.